# Juan Ricardo Amaya Pereda
Juan Ricardo Amaya Pereda(Pinar del Río, Cuba, 10 de junio de 1949) es un pintor cubano.
Entre 1966 y 1971 estudia en la Escuela Nacional de Arte (ENA), La Habana, Cuba. En 1989 y 1990 cursa estudios en la Escuela de Bellas Artes, Roma, Italia. En 1980 se incorpora a la Unión de Escritores y Artistas de Cuba (UNEAC).

## Exposiciones Personales
- En 1977 presenta su exposición personal "Dibujos Isavel Jimeno/Esculturas Juan Ricardo Amaya". Galería Amelia Peláez, Parque Lenin, La Habana, Cuba
- En 1988 L’Univers de Ricardo Amaya. Galerie SERMAC, Fort de France, Martinica, Francia.

## Exposiciones Colectivas
Entre las exposiciones colectivas en las que participa está:
- En 1969 Exposición Escuela Nacional de Arte. Pintura. Escultura. Centro de Arte Internacional, La Habana, Cuba.
- En 1970, Cubanacán’70. Exposición de los alumnos de artes plásticas. Escuela Nacional de Arte, La Habana
- En 1995 1.er. Salón de Arte Cubano Contemporáneo. Museo Nacional de Bellas Artes, La Habana, Cuba.

## Premios
- En 1978 el II Premio. II Quadriennale des Kunst Handwerks Sozialisticher Länder. Internationalen Gartenbauausstellung (IGA), Erfurt, R.D.A.
- En el año 1990 obtuvo el premio del Salón de Artes Plásticas UNEAC’90. Museo Nacional de Bellas Artes, La Habana y

## Obras en Colección
Sus principales colecciones se encuentran expuestas en:
- El Fondo Cubano de Bienes Culturales, La Habana, Cuba.
- En el Museo Nacional de Bellas Artes, La Habana, Cuba.

- Datos: Q5952308